# Волтем-форест
Во́лтгем Фо́рест (англ. London Borough of Waltham Forest) — боро на півночі Лондона.

## Географія

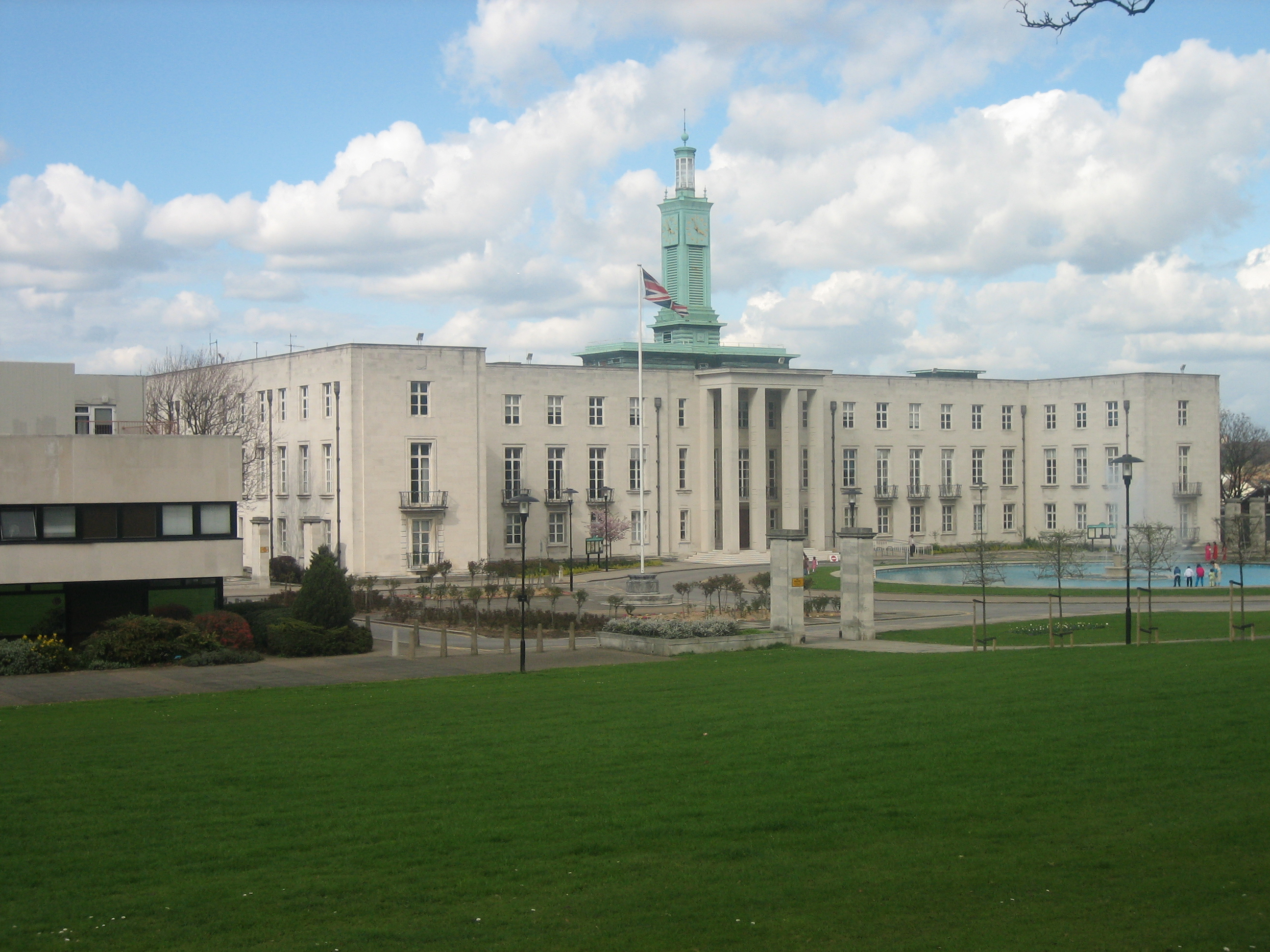
Ратуша у Волтгемстоу

Боро межує з Редбриджем на сході, Ньюемом і Гекні на півдні, Герінгеєм і Енфілдом на заході.

## Райони
- Бейкерс-Армс[en]
- Кен-гол[en]
- Чінгфорд[en]
- Чінгфорд-Геч[en]
- Фрайді-гілл[en]
- Гейл-Енд[en]
- Гаємс-парк[en]
- Лейтон
- Лейтонстоун[en]
- Волтемстоу
- Віпс-крос[en]

## Уродженці
- Девід Бекхем